# Ослиная порода
«Ослиная порода» — автобиографическая повесть Полины Жеребцовой о детстве в Чечено-Ингушетии.  Победитель литературной премии имени Эрнеста Хемингуэя.

## Сюжет
Работая в жанре нон-фикшн Полина Жеребцова выстраивает сюжет таким образом, что главными героями книги становятся её близкие, друзья и соседи.
В центре сюжета семья Жеребцовых:  девочка Полина, её мама Елена, дед Анатолий, бабушка Галина, прабабушка Юля-Малика и соседи Алёнка, Хава, Султан, тетя Марьям, баба Нина, мальчик Башир и другие.
В книге 101 история о воспитании детей на Кавказе. Время обозначено с момента рождения автора до начала ведения документального дневника о Первой чеченской войне.
Дневник писательницы издан под названием «Муравей в стеклянной банке» и является следующей книгой в Кавказском цикле.

## Особенности жанра и проблематика
Российские и зарубежные критики считают, что книги  Полины Жеребцовой способны влиять на воспитание следующих поколений с эстетической стороны.
По мнению экспертов Полина Жеребцова работает в «литературе факта» как и Светлана Алексиевич.
Радио «Свобода» об «Ослиной породе»:

Повесть Полины Жеребцовой – бесстрашная. У каждого человека есть специфические детские воспоминания, о которых он предпочитает никому не рассказывать, да и от себя гонит. Впрочем, без успеха. И рад бы забыть, но не получается. Особенно мучительна память об обидах, вольно или невольно нанесённых близкими людьми, - старшими родственниками. С этим травматическим опытом Полина Жеребцова справляется радикальным образом. Она о нём рассказывает, не утаивая самые грустные подробности. Правда, повествование смягчается юмором. У автора легкий слог.

## Театральные постановки
- 2019 — спектакль в детском театре «Пилигрим» (Пермь), режиссёр Алла Светлакова.[11]

## Обстоятельства публикации
«Ослиная Порода» издана в российском издательстве «Время», в серии «Документальный роман», 2017.
Небольшой отрывок повести был опубликован в журнале «Медведь» в 2015 году.

## Отзывы критики
Так могла бы выглядеть книга «Похороните меня за плинтусом», если бы её написал Габриэль Гарсиа Маркес. Поскольку речь в «Ослиной породе» идет о детстве автора, пришедшемся на самый конец советской эпохи и перестройку, роман, по своему устройству, посылу и интонации нередко наводит на невольные ассоциации с произведениями соцреализма. А так как сюжет постоянно мешается с чеченскими преданиями и легендами, снами и яркими фантазиями главной героини, вносящими во все вокруг определённые коррективы, жанр книги в целом можно охарактеризовать как «магический соцреализм», привет патриарху Маркесу из позднесоветской эпохи.— Сергей Кумыш,

В автобиографических книгах, как и во всех остальных, важно, насколько интересен главный герой. В каждой истории нас ждет яркое, невероятное событие, какое-то новое знание. И новый штрих добавляется к портрету героини. Её необычный внутренний мир раскрывается иногда в афоризмах, которые рождаются почти в каждой ситуации, когда Полина делает свои выводы. «Жизнь – это шахматная доска», — понимает она, когда думает о судьбе соседского мальчика, отданного в детский дом после того, как умерла его мама. А в скором времени чуть не умерла её собственная мама: стало плохо с сердцем. В этой истории полное погружение в трагичность ситуации сочетается с юмором: «Я подумала, что теперь, если мама действительно умерла, никто не будет меня ругать, шлепать, давать мне подзатыльники, а вечерами никто не будет рассказывать сказки и читать стихи. И упрямо решила, что заранее согласна на все затрещины, пинки и щипки, лишь бы только мама не умирала! Мама не должна умереть! Нет! И, взывая к высшим силам, я заревела во весь голос».— Ольга Корф,

## Литературные премии
- 2017 — Книга «Ослиная порода» вошла в лонг-лист литературной премии Ясная Поляна [16]
- 2017 — Победитель литературной премии имени Эрнеста Хемингуэя

## Переводы
- Жеребцова Полина. Осляче поріддя. — Ukraine: BСЛ, 2017. — 384 с. — 3000 экз. — ISBN 978-617-679-357-1.
- Жеребцова Полина Donkey character سلالة الحمير. —  Arabia: Taatheer publishing 2023. — 460 c. — 10 000 экз. — ISBN 978-603-044-90-71.